# Abdel Sattar Tarabulsi
Abdel Sattar Tarabulsi (ar. عبد الستار طرابلسي; ur. w 1908, zm. ?) – libański strzelec, olimpijczyk.
Brał udział w Letnich Igrzyskach Olimpijskich 1952 (Helsinki). Wziął udział w pistolecie dowolnym z 50 metrów, w którym zajął 29. miejsce (na 48 strzelców).
W 1951 r. zdobył brązowy medal na pierwszych igrzyskach śródziemnomorskich, które rozegrano w Aleksandrii (520 punktów).

## Wyniki olimpijskie
| Igrzyska | Konkurencja            | Wynik                           | Miejsce | Źródło |
| -------- | ---------------------- | ------------------------------- | ------- | ------ |
| IO 1952  | Pistolet dowolny, 50 m | 517 punktów (87-83-86-87-84-90) | 29      | [ 2 ]  |